# Kjell-Inge Bråtveit
Kjell-Inge Bråtveit (2 aprile 1963) è un allenatore di calcio ed ex calciatore norvegese, di ruolo portiere.

## Biografia
È il padre di Per Kristian Bråtveit, calciatore professionista.

## Carriera

### Giocatore

#### Club
Bråtveit ha vestito la maglia dell'Haugar.

### Allenatore
Nel 1994, Bråtveit ha guidato l'Åkra. Dal 1995 al 1996, è stato allenatore del Vidar. Nel 2000 è diventato tecnico dell'Haugesund. La squadra ha chiuso l'Eliteserien 2000 all'ultimo posto, retrocedendo così nella 1. divisjon, ma Bråtveit ha mantenuto l'incarico per i successivi due anni. Dal 2007 al 2008 è stato tecnico del Randaberg.